# 陳金旺
陳金旺（1963年—）出生於梧棲，現居沙鹿，臺灣陶藝家。

## 生平
原為拳擊手，後轉行成為新聞記者，並開始接觸陶藝，透過參賽累積經歷，獲得南韓清州國際工藝展、日本石川國際漆展、葡萄牙Aveiro國際陶藝雙年展等國際獎項，逐漸在陶藝界嶄露頭角。2010年於台中沙鹿大肚山正式成立個人工作室，並以在地紅土作為創作題材，發表多項突破性作品如藍瀑系列、鐵定系列、以及以犀牛為主題的犀旺系列。2023年獲臺中市政府文化局頒證臺中市工藝師。

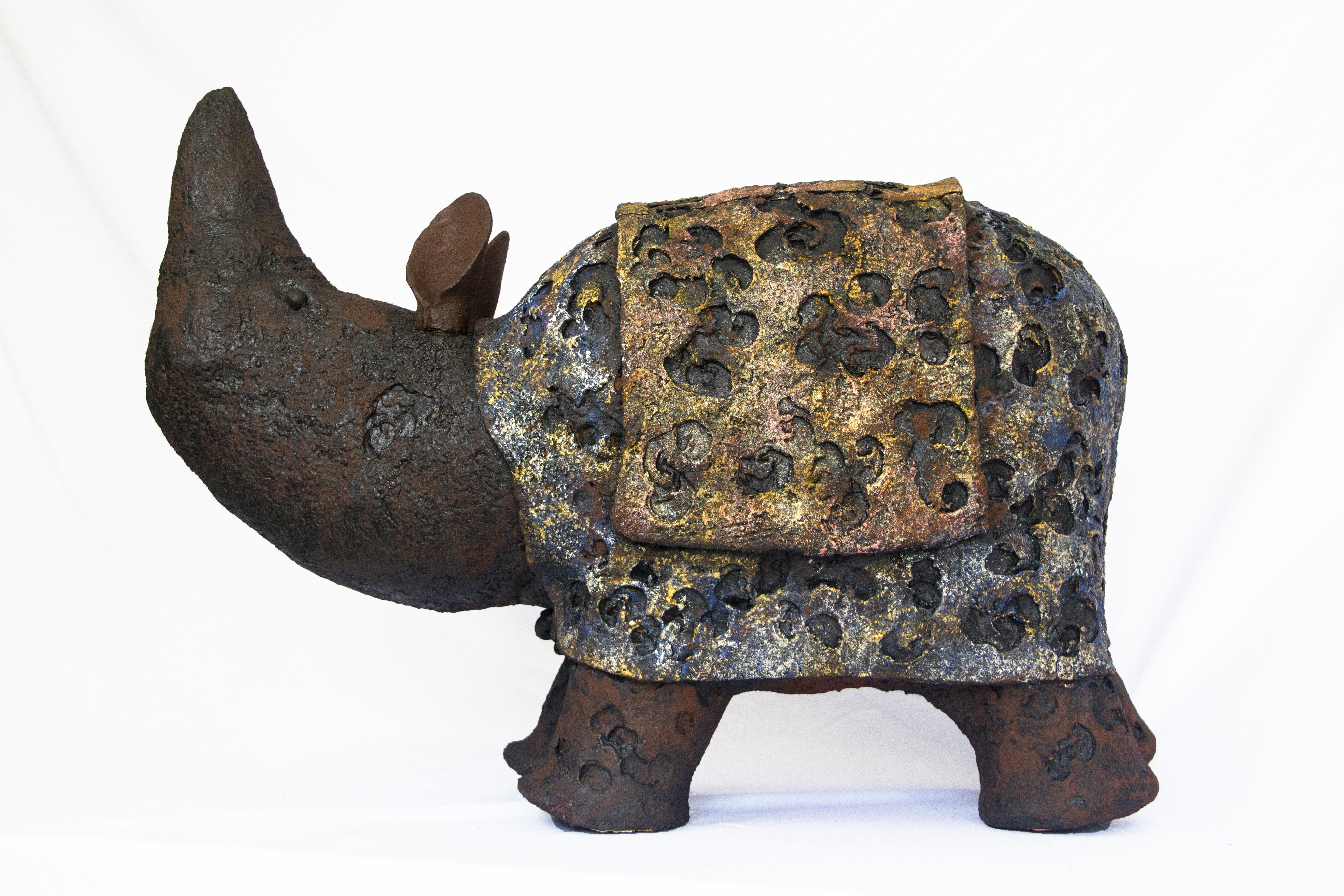
陳金旺創作-犀旺系列

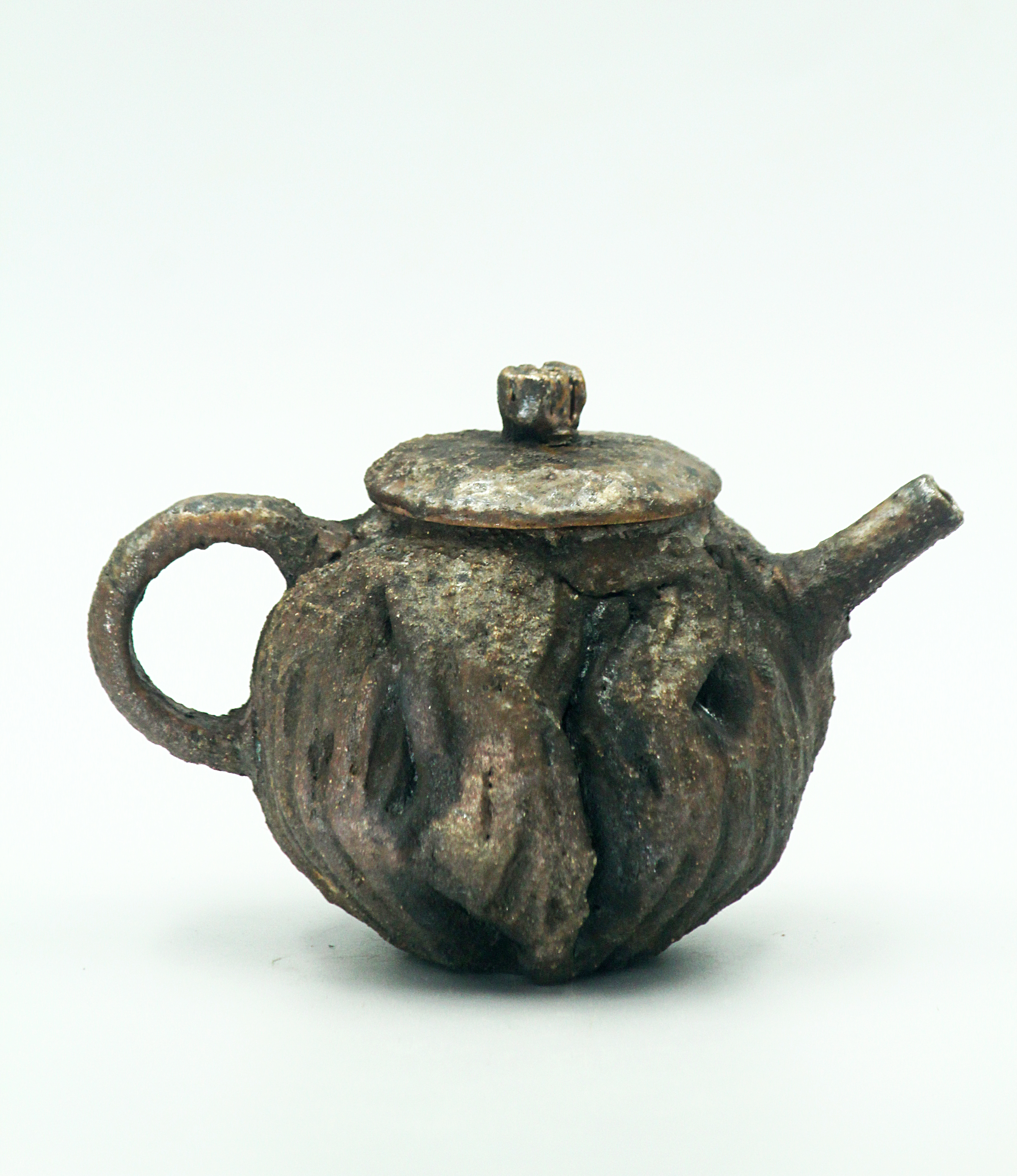
陳金旺創作-鐵定系列

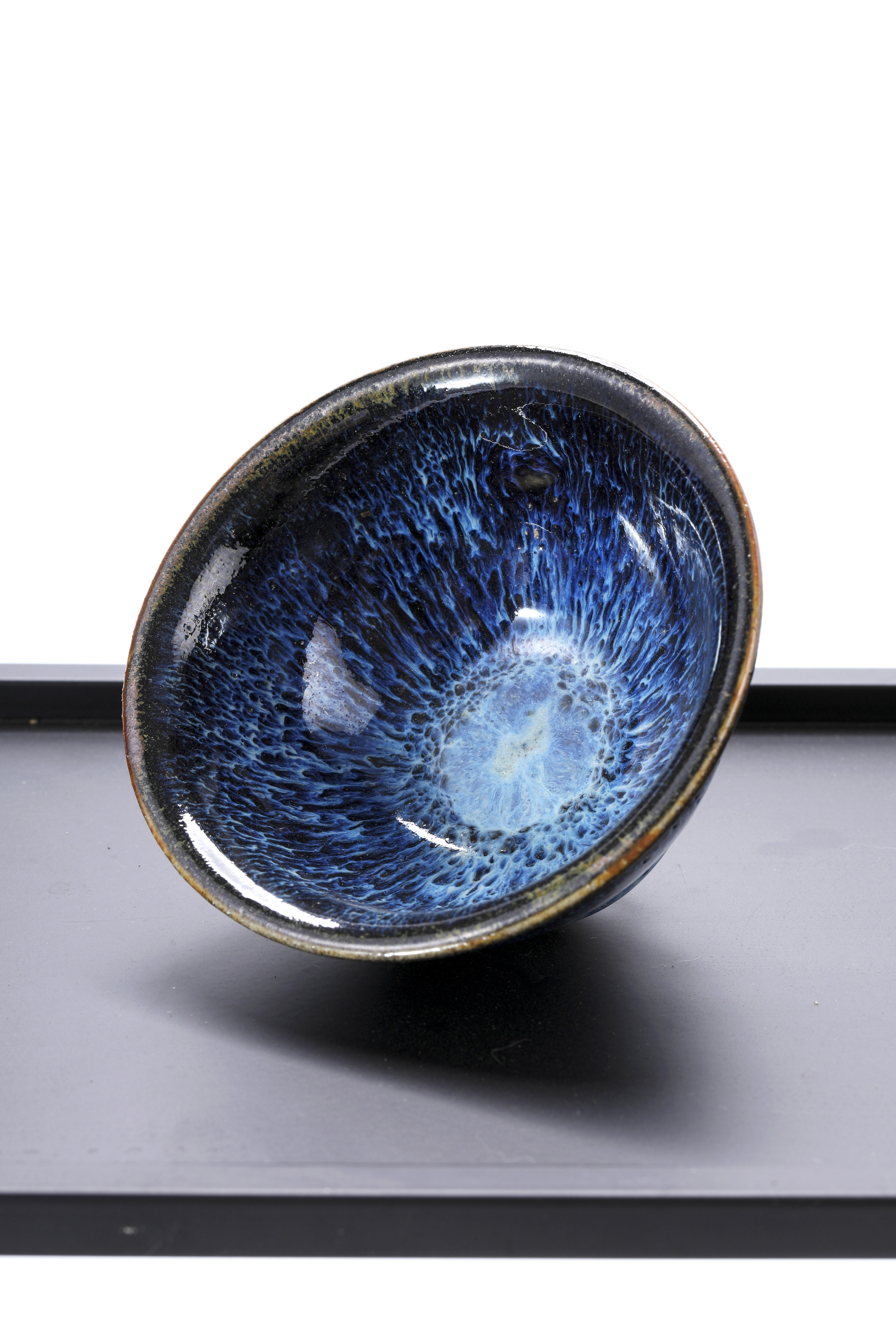
陳金旺創作-藍瀑系列

## 國際獲獎經歷
- 2001 韓國清州國際工藝雙年展入選
- 2002 日本石川國際漆展評審光榮賞
- 2002 大墩國際美展第五類入選
- 2003 大墩國際美展工藝類第二名
- 2014 國際金壺獎入選[8]
- 2018 國際金壺獎入選
- 2020 國際金壺獎典藏推薦獎[9]
- 2021 葡萄牙阿威羅國際陶瓷雙年展榮耀獎[10]
- 2021 西班牙塔拉韋拉國際陶瓷雙年展入選[11]

## 國內獲獎經歷
- 2000 台中縣美展工藝類入選
- 2001 台灣工藝設計競賽入選
- 2001 台中縣美展工藝類第三名
- 2004 國家工藝獎
- 2004 全省美展工藝類優選
- 2004 台灣優良工藝品年度評鑑獲選
- 2005 苗栗藺草文化與工藝徵件展佳作典藏
- 2006 全省美展工藝類優選
- 2010 台灣金壺獎入選
- 2012 台灣金壺獎入選
- 2015 台灣鬥茶茶藝競賽特選獎
- 2021 台灣陶藝獎實用組入選[12]
- 2022 獲選台灣綠工藝[13]
- 2023 臺中市政府授證臺中市工藝師[14]

## 展覽經歷
- 2002 總統府地方文化特展[15]
- 2003 台灣當代本土陶壺十年回顧展[16]
- 2003 中正國際機場特展邀請[15]
- 2004 行政院辦公室空間美化展
- 2004 台灣國際工藝名師經典展
- 2005 台中市文化局個展
- 2008 景薰樓國際藝術拍賣公司台灣藝術串聯秀邀請
- 2008 國立傳統藝術中心台灣雕塑大展邀請[17]
- 2009 台中新光三越百貨百牛藝術展邀請
- 2009 第二十一屆台中縣美術家接力展[18]
- 2011 台南文化局國際樹漆展邀請
- 2011 新竹縣文化局中日國際漆展邀請
- 2011 建國一百年台灣新百壺特展邀請[19]
- 2011 僑光科技大學藝術中心個展邀請
- 2012 台中市當代藝術家聯展
- 2013 台灣國會藝廊特展邀請
- 2014 台中市立港區藝術中心展演
- 2015 新光三越百貨全省巡迴展[20]
- 2016 台灣當代茶器國際名師展
- 2016 裕珍馨文化基金會個展邀請[21]
- 2017 台灣陶中國海南訪問團團長暨交流展[22]
- 2017 中國福建省博物院柴燒茶器個展邀請[23]
- 2018 台中市大墩文化中心火舞乾坤個展[24]
- 2018 台中市當代藝術家聯展
- 2018 台中市美術家接力展30週年邀請
- 2018 台北市廿八田藝廊岫岩晶彩邀請
- 2019 74藝術中心邀請展[25]
- 2019 中國遼寮省江官窯博物館開幕邀請展
- 2019 中國揚州儀征博物館邀請展
- 2019 道禾六藝文化館邀請展講座[26]
- 2019 台灣頂極工藝西安亞洲生活美學展
- 2019 台中市當代藝術家聯展
- 2019 中國中華茶具通鑑北京、河南巡迴展
- 2019 台灣新百壺精選三發表會
- 2020 日月潭涵碧樓酒店駐點展售
- 2021 國立彰化生活美學館邀請展[27]
- 2021 陶花園精品茶莊旗鑑店
- 2021 MY雋 逸見，空間 畫語陶展[28]
- 2022 藏山101金有犀旺創作展
- 2022 台灣文博會[高雄][29]
- 2022 日本大阪雙人展[30]
- 2022 南投縣文化局個展[31]
- 2022 台灣頂極工藝師新創展
- 2022 台灣工藝中心台北世貿綠工藝精選展
- 2022 高雄醫學大學邀請展[32]
- 2022 第七屆泉台兩地雕藝行業職工技能競賽展
- 2023 工藝中心「生活工藝新主張」臺灣綠工藝精選展（桃園國際機場）
- 2023 三義慶益堂倉逸藏香犀是珍寶陶藝展
- 2023 台日陳金旺、西山光太台中市港區藝術中心雙人展[33]
- 2023 第八屆泉台兩地雕藝行業職工技能競賽展[34]
- 2023 蘇州文博會[35]
- 2023 福建省美術館主辦「台灣當代漆藝作品巡迴展」邀請
- 2023 國立新竹生活美學館「犀旺無限」個展[36]
- 2024 台南知事官邸個展「犀旺龍來」個展[37]
- 2024 日本法水寺佛光緣美術館個展
- 2024 台灣工藝中心「三生有幸 藝活相生」特展[38]
- 2024 行政院貴賓室台灣工藝創作展[39]
- 2024 以慈化瓷上海兩岸陶藝展[40]
- 2024 北京兩岸非遺保護與傳承演講